# Saccocirrus
Bei der Gattung Saccocirrus, die gleichzeitig die monogenerische Familie Saccocirridae bildet, handelt es sich um eine Gruppe winziger bis kleiner, im Sandlückensystem lebender Vielborster (Polychaeta), die in Meeren weltweit zu finden sind. Während sich die meisten Arten von den auf dem Substrat lebenden Algen ernähren, gibt es einige Prädatoren, die Kleinkrebse erbeuten.

## Merkmale
Die Saccocirridae haben einen schlanken, deutlich segmentierten Körper und haben bei einer maximalen Körperlänge von 2 cm bis zu 200 Segmente.
Am Prostomium sitzt vorn ein Paar Palpen („Tentakel“) mit inneren Kanälen, die sich hinter dem Gehirn vereinigen und mit zwei Ampullen verbunden sind, sowie ein Paar Nuchalorgane und meist ein Paar pigmentierter Augen. Einige Arten besitzen einen ventral liegenden Pharynx mit einer muskulösen Zunge und sind am Bauch mit Cilien besetzt. Die einziehbaren Parapodien sind einästig und tragen verschiedene Typen einfacher Borsten. Das Pygidium ist zweilappig und trägt Klebdrüsen. Keimdrüsen befinden sich an einer Seite oder an beiden Seiten des Körpers.

## Verbreitung und Lebensraum
Die Saccocirridae sind in Meeren weltweit verbreitet. Sie leben in der Gezeitenzone und etwas darunter im Sandlückensystem in grobem Sand. Sie bewegen sich aktiv ähnlich wie Egel und heften sich hierzu mithilfe ihres klebrigen Pygidiums, der Körperwand und der Palpen an die Sandkörner. Die meisten Arten ernähren sich von mikroskopischen Algen, die sie durch Cilienschlag ihrer Wimpernrinne zum Mund befördern. Es gibt aber Saccocirrus-Arten ohne Wimpernrinne, die Ruderfußkrebse erbeuten.

## Entwicklungszyklus
Die Saccocirridae sind getrenntgeschlechtlich. Es gibt bis zu 100 Segmente mit Keimdrüsen, die sich in der Mitte des Körpers befinden. Jedes gonadentragende Segment hat ein vollständiges Genitalsystem mit paarigen Gonaden und unpaaren Gonodukten, zu denen bei den Männchen penisartige Strukturen und bei den Weibchen Receptacula seminis gehören. Auf Grund dessen muss von Kopulation mit Übertragung der Spermien ins Weibchen ausgegangen werden, obwohl der Sexualakt noch nicht beobachtet worden ist. Die befruchteten Eier, wie sie beim japanischen Saccocirrus uchidai und beim australischen Saccocirrus krusadensis beschrieben wurden, sind kleiner als 100 μm und entwickeln sich innerhalb von 18 bis 36 Stunden zu frei schwimmenden Trochophora-Larven, die im Alter von 2 bis 3 Tagen beginnen, Phytoplankton zu fressen. Mit 7 bis 11 Tagen haben die Larven von Saccocirrus krusadensis drei borstentragende Segmente, während die Larven von Saccocirrus uchidae erst nach ihrem Niedersinken und ihrer Metamorphose zum kriechenden Wurm mit 12 bis 14 Segmenten beginnen, Borsten zu entwickeln.

## Arten
Zur  Familie Saccocirridae und ihrer einzigen Gattung Saccocirrus gehören folgende Arten:
- Saccocirrus alanhongi Bailey-Brock, Dreyer & Brock, 2003
- Saccocirrus archboldi Kirsteuer, 1967
- Saccocirrus burchelli Silberbauer, 1969
- Saccocirrus cirratus Aiyar & Alikuhni, 1944
- Saccocirrus eroticus Gray, 1969
- Saccocirrus gabriellae Marcus, 1946
- Saccocirrus goodrichi Jouin-Toulmond & Gambi, 2007
- Saccocirrus heterochaetus Jouin, 1975
- Saccocirrus jouinae Brown, 1981
- Saccocirrus krusadensis Alikuhni, 1948
- Saccocirrus labilis Yamanishi, 1973
- Saccocirrus major Perantoni, 1907
- Saccocirrus minor Aiyar & Alikuhni, 1944
- Saccocirrus oahuensis Bailey-Brock, Dreyer & Brock, 2003
- Saccocirrus orientalis Alikuhni, 1946
- Saccocirrus papillocercus Bobretzky, 1872
- Saccocirrus parvus Gerlach, 1953
- Saccocirrus pussicus Marcus, 1948
- Saccocirrus sonomacus Martin, 1977
- Saccocirrus tridentiger Brown, 1981
- Saccocirrus uchidai Sasaki, 1981
- Saccocirrus waianaensis Bailey-Brock, Dreyer & Brock, 2003